# Bisbat d'Osca

Bisbat d'Osca

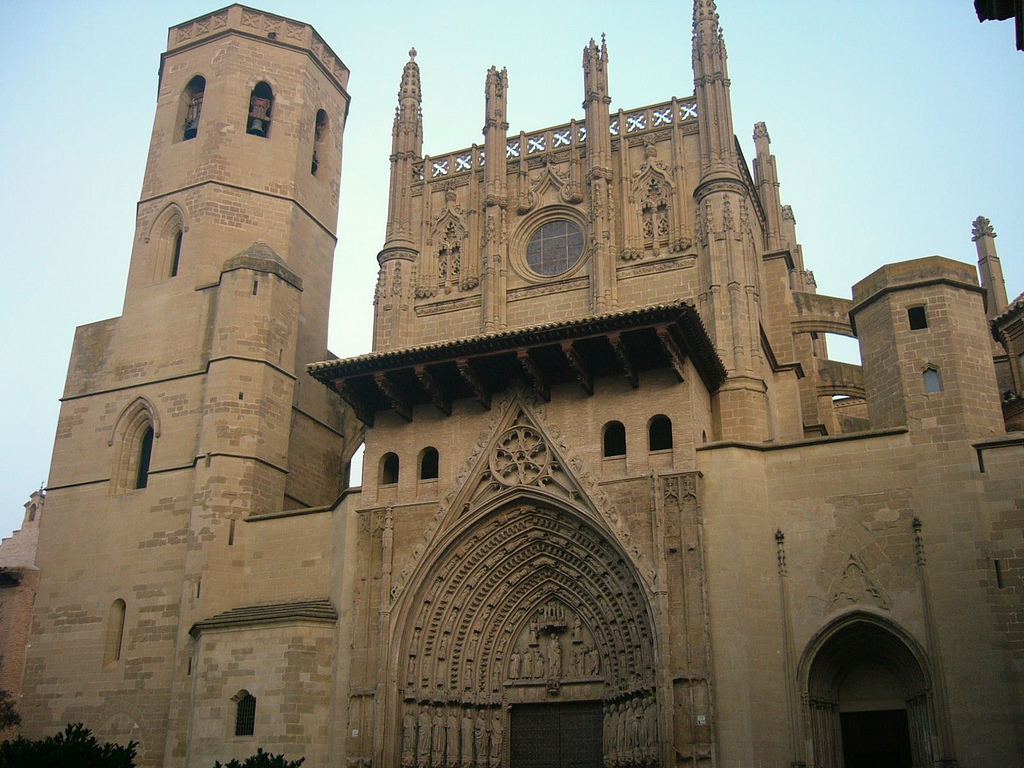
Seu del Bisbat d'Osca, Catedral de Santa Maria d'Osca.

El bisbat d'Osca és un dels bisbats d'Aragó i forma la província eclesiàstica de Saragossa el cap de la qual és l'arquebisbat de Saragossa, el bisbat d'Osca, el bisbat de Tarassona, el bisbat de Barbastre-Montsó i el bisbat de Terol i Albarrasí. La Seu del bisbat és la catedral de Santa Maria d'Osca. Fins al 1572 incloïa el bisbat de Jaca data en què s'escindiren en dues diòcesis diferenciades tot i que en diverses ocasions després d'aquesta data el càrrec de bisbe d'aquestes dues diòcesis també han coincidit en la mateixa persona.

## Episcopologi
S'inclouen aquí els bisbes d'Osca des de la seva formació fins avui dia.
| Nom                                  | Període         |
| ------------------------------------ | --------------- |
| Elpidi                               | ca. 522–ca. 540 |
| Pompeià                              | ca. 546–ca. 557 |
| Vicenç                               | ca. 557–ca. 576 |
| Gabí                                 | ca. 589-592     |
| Ordulf                               | ca. 633-638     |
| Eusebi                               | ca. 653         |
| Gadiscle                             | ca. 683         |
| Audebert                             | ca. 693         |
| Nitidi                               | ?               |
| Frontinià                            | ?               |
| Ènnec?                               | ca. 920         |
| Ferriolo                             | ca. 922         |
| Fortunyo                             | ca. 933-947     |
| Oriol                                | ca. 971-978     |
| Aton                                 | ca. 981         |
| Mancio                               | 1011-1036       |
| García                               | 1036-1057       |
| Sanxo                                | 1058-1075       |
| Pietro I                             | 1087-1097       |
| Pietro II                            | 1097-1099       |
| Esteban                              | 1099-1130       |
| Arnaldo Dodón                        | 1130-1134       |
| Dodón                                | 1134-1160       |
| Martín                               | 1162            |
| Esteban de San Martín                | 1166-1185       |
| Ricardo                              | 1187-1201       |
| García de Gúdal                      | 1201-1236       |
| Vidal de Canyelles                   | 1238-1252       |
| Domingo de Sola                      | 1253-1269       |
| García Pérez de Zuazo                | 1269-1273       |
| Jaume Sarroca                        | 1273-1290       |
| Ademar                               | 1290-1300       |
| Martín López de Azlor                | 1300-1313       |
| Martín Oscabio                       | 1313-1324       |
| Gastó de Montcada                    | 1324-1328       |
| Pedro de Urrea                       | 1328-1336       |
| Bernat Oliver                        | 1337-1345       |
| Gonzalo Zapata                       | 1345-1348       |
| Pedro Glascario                      | 1348-1357       |
| Guillem de Torrelles i Marquet       | 1357-1361       |
| Bernardo Folcaut                     | 1362-1364       |
| Jimeno Sánchez de Ribabellosa        | 1364.1368       |
| Juan Martínez                        | 1369-1372       |
| Fernando Pérez Muñoz                 | 1372-1383       |
| Berenguer d'Anglesola                | 1383-1384       |
| Francesc Riquer i Bastero            | 1384-1393       |
| Joan de Bafes                        | 1393-1403       |
| Johan de Tauste                      | 1403-1410       |
| Domènec Ram i Lanaja                 | 1410-1415       |
| Aviñón                               | 1415-1421       |
| Hugo de Urriés                       | 1420-1443       |
| Guillermo de Siscar                  | 1443-1457       |
| Guillermo Ponz de Fenollet           | 1458-1465       |
| Antoni d'Espés                       | 1470-1484       |
| Joan d'Aragó i de Navarra            | 1484-1526       |
| Alonso de So de Castro y Pinós       | 1527            |
| Diego de Cabrera                     | 1528-1529       |
| Lorenzo Campeggio                    | 1530-1532       |
| Jerónimo Doria                       | 1532-1534       |
| Martín de Gurrea                     | 1534-1544       |
| Pere Agustí i Albanell               | 1545-1572       |
| Diego Arnedo                         | 1572-1574       |
| Pedro del Frago Garcés               | 1577-1584       |
| Martín Cleriguech Caucer             | 1584-1593       |
| Diego de Monreal                     | 1594-1607       |
| Berenguer Bardaxí Alagón i Espés     | 1600-1615       |
| Juan Moriz de Salazar                | 1616-1628       |
| Francisco Navarro de Egui            | 1628-1641       |
| Esteban de Esmir                     | 1641-1654       |
| Fernando de Sada y Azcona            | 1654-1670       |
| Bartolomé de Foncalda                | 1671-1674       |
| Ramón de Azlor y Berbegal            | 1677-1685       |
| Pedro de Gregorio y Antillón         | 1686-1707       |
| Francisco de Paula Garcés y Marcilla | 1708-1714       |
| Pedro Gregorio Padilla               | 1714-1734       |
| Lucas Cuartas Oviedo                 | 1735-1736       |
| Plácido Bailés Padilla               | 1738-1742       |
| Antonio Sánchez Sardinero            | 1743-1775       |
| Pascual López Estaún                 | 1776-1789       |
| Cayetano Peña Granada                | 1790-1792       |
| Juan Francisco Armada Araújo         | 1793-1797       |
| Joaquín Sánchez Cutanda              | 1797-1809       |
| Eduardo María Sáenz de la Guardia    | 1815-1832       |
| Lorenzo Ramón Lahoz de San Blas      | 1832-1845       |
| Pedro José Zarandia Endara           | 1851-1861       |
| Basilio Gil Bueno                    | 1861-1870       |
| Honorio María Onaindia López         | 1875-1886       |
| Vicente Alda y Sancho                | 1886-1895       |
| Mariano Supervía y Lostalé           | 1895-1916       |
| Zacarías Martínez Núñez              | 1918-1922       |
| Mateu Colom i Canals                 | 1922-1933       |
| Lino Rodrigo Ruesca                  | 1935-1973       |
| Javier Osés Flamarique               | 1977-2001       |
| Jesús Sanz Montes                    | 2003-2010       |
| Julián Ruiz Martorell                | 2010-Avui       |